# Arnapa
Genre
Arnapa est un genre d'araignées aranéomorphes de la famille des Pholcidae.

## Distribution
Les espèces de ce genre se rencontrent en Indonésie et en Papouasie-Nouvelle-Guinée.

## Liste des espèces
Selon World Spider Catalog (version 20.0, 09/02/2019) :
- Arnapa arfak Huber, 2019
- Arnapa manokwari Huber, 2019
- Arnapa meja Huber, 2019
- Arnapa nigromaculata (Kulczyński, 1911)
- Arnapa tinoor Huber, 2019
- Arnapa tolire Huber, 2019

## Étymologie
Ce genre est nommé en l'honneur d'Arnold Ap (1946–1984).

## Publication originale
- Huber & Carvalho, 2019 : Filling the gaps: descriptions of unnamed species included in the latest molecular phylogeny of Pholcidae (Araneae). Zootaxa, no 4546(1), p. 1-96.